# Veinte años no es nada
Veinte años no es nada  es una película  de  España   dirigida por  Joaquín Jordá en 2005.

## Sinopsis
En 1979, la empresa de electrodomésticos Numax iba a ser cerrada por sus propietarios, pero los trabajadores se hicieron cargo de la gestión antes de su cierre definitivo. 
Los empleados invirtieron sus últimas 600.000 pesetas para que esta experiencia fuera rodada por Joaquín Jordá y recogida en el documental "Numax presenta...". El rodaje finalizó con una gran fiesta, pero la película no convenció a sus protagonistas. El documental fue olvidado y recuperado recientemente por la Filmoteca de la Generalidad de Cataluña, que devolvió la titularidad a su director e impulsó la idea de producir una segunda parte que recuperase la historia de los personajes que participaron en aquella fiesta. Dos nazis refugiados en Barcelona fundaron la empresa Numax. Con el paso del tiempo, la empresa se quedó obsoleta dentro de un sistema capitalista. Cuando los propietarios de la fábrica, en los años 70, decidieron trasladar la producción a Brasil, se vieron superados por los trabajadores que apoyaron una larga huelga. 
Estos trabajadores quisieron dejar constancia de la situación a través del documental del guionista Joaquín Jordá. Con "Veinte años no es nada", Jordá recupera la historia en el punto donde acabó la anterior y hace una retrospectiva de la transición española hasta hoy a través de aquellos personajes.